# Jérémy Bourlon
Pour les articles homonymes, voir Bourlon (homonymie).
Pas d'image ? Cliquez ici

a Compétitions nationales et continentales officielles uniquement.

Dernière mise à jour le 8 août 2018.
Jérémy Bourlon, né le 4 mai 1987, est un joueur de rugby à XV français qui évolue au poste de demi d'ouverture au Rugby Club Savoie Rumilly.

## Biographie
Jérémy Bourlon commence le rugby à l'école de rugby de Meythet, en Haute-Savoie. Il rejoindra ensuite les rangs de l'US Annecy, où il fait ses gammes dans les équipes de jeunes, puis en sénior. Après une saison en Fédérale 1 et un titre de champion de France, il débute en Pro D2 avec le Stade aurillacois. Après 6 saisons passées en Pro D2, il retrouve la Fédérale 1 sous les couleurs d'Aubenas, puis de Bourg-en-Bresse, où il participe activement aux phases finales lors de la saison 2017-2018, où il contribuera grandement à l’accession en Pro D2, avant de rejoindre les rangs du RCS Rumilly pour la saison 2018-2019.

## Palmarès

### En club
- Avec le Stade aurillacois :
  - Champion de France de Fédérale 1 (Trophée Jean-Prat) : 2007
- Avec l'US Bressane : 
  - Champion de France de Fédérale 1 en 2018.